# 荻浦村
荻浦村为位于中国浙江省杭州市桐庐县江南镇的一个申屠姓、江姓聚居村落，位于镇区东南部，东临应家溪，南接深澳村，南北分别有杭新景高速公路和320国道穿过。该村古名荻溪，因溪中荻草丛生而得名，明崇祯时改为现名。最早的居民为范姓（范蠡后裔），北宋时富春屠山人申屠理入赘范家，后申屠姓取代范姓成为村中望族。现村落面积3.5平方公里，人口1899人（截至2015年2月），其中申屠姓（属桐南申屠氏）约占81%、江姓约占14%。村中主要古建筑有申屠氏宗祠（家正堂）、保庆堂（跌界厅）、江氏宗祠（积庆堂）、咸和堂、兰桂堂（申屠开基故居）、慈济庵、孝子牌坊和理公墓等，多为明清至民国时期的徽派建筑，近年在村北建占地300余亩的荻浦花海。2013年入选第二批中国传统村落，2016年入选浙江省第五批省级历史文化名村。